# Michael Stevens (nhà giáo dục)
Michael David Stevens (sinh ngày 23 tháng 1 năm 1986) là một nhà giáo dục, nhà diễn thuyết, nghệ sĩ hài, nghệ sĩ giải trí, biên tập viên và nhân vật Internet người Mỹ, được biết tới nhiều nhất với vai trò sáng lập và người dẫn của kênh YouTube giáo dục nổi tiếng Vsauce. Kênh của anh ban đầu đăng tải các video có nội dung liên quan tới trò chơi điện tử cho tới khi series giáo dục DOT của anh trở nên phổ biến và là tâm điểm của Vsauce, với những lời giải thích về khoa học, triết học, văn hóa và các ảo giác.
Là người dẫn của Vsauce, Stevens đã trở thành một trong những YouTuber thành công nhất (với hơn 14 triệu người đăng ký và 1,68 tỷ lượt xem), cũng như là nhân vật đi đầu trong quá trình đại chúng hóa khoa học và giáo dục thông qua Internet. Năm 2017, anh là người sáng lập và người dẫn cho series Mind Field trên YouTube Red, và đã xuất hiện trong chuyến lưu diễn giáo dục toàn quốc Brain Candy Live! cùng với Adam Savage.

## Thời thơ ấu và giáo dục
Stevens sinh ngày 23 tháng 1 năm 1986, ở Kansas City, Missouri. Mẹ của anh là một trợ giảng, còn bố là một kĩ sư hóa chất. Gia đình anh chuyển tới Stilwell, Kansas vào năm 1991. Stevens tốt nghiệp Trường Trung học Blue Valley, nơi anh đã phát triển tính cách hài hước cũng như niềm đam mê học hỏi của mình, khi tham gia các các chương trình câu lạc bộ diễn thuyết và chính kịch. Sau đó anh tốt nghiệp Đại học Chicago với bằng cử nhân ngành tâm lý học và văn học Anh. Khi chưa tốt nghiệp, Stevens đã trở nên hứng thú với việc biên tập video, sau khi đã được xem một đoạn trailer làm lại của bộ phim The Shining.

## Sự nghiệp

### Biên tập video trên YouTube vàBarely Political(2007–2010)
Với tên người dùng pooplicker888, Stevens đã chỉnh sửa và cho ra video đầu tiên của anh trên YouTube vào năm 2007, một số trong đó còn được xuất hiện trên CollegeHumor và Funny or Die. Cùng năm đó, với tên người dùng CamPain 2008, anh bắt đầu tạo ra các đoạn phim hài về các ứng viên trong cuộc bầu cử tổng thống Hoa Kỳ, 2008 bằng kỹ thuật chèn hình và lồng tiếng.
Các nội dung trực tuyến của Stevens đã làm ấn tượng Ben Relles, và anh đã mời Stevens làm thành viên cho một nhóm hài trên mạng khi đó có tên là Barely Political. Sau khi chuyển tới Thành phố New York vào năm 2008, có được việc làm với cả Barely Political và Next New Networks, Stevens đã biểu diễn cùng với các nghệ sĩ hài như Mark Douglas, Todd Womack, Andrea Feczko và Amber Lee Ettinger, trở nên nổi tiếng với vai diễn một nữ tu có râu. Anh cũng là người biên tập nội dung cho kênh và đã đạo diễn một video âm nhạc bắt chước Owl City cho series nổi tiếng The Key of Awesome của Douglas.

### Vsaucethuở đầu (2010–2012)

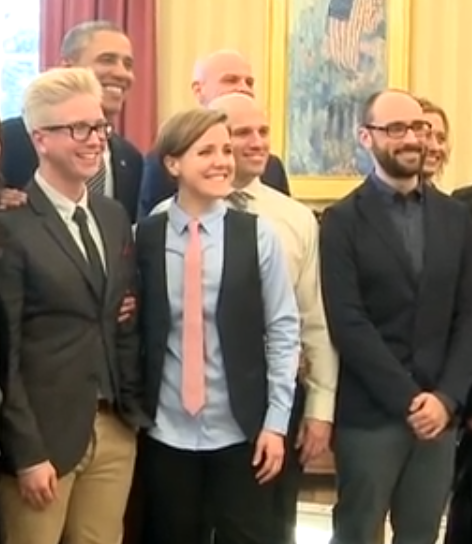
Stevens (bên phải) cùng với các đồng nghiệp trên YouTube và cựu Tổng thống Barack Obama tại một cuộc gặp mặt ở Nhà Trắng về vấn đề HealthCare.gov vào năm 2014

Stevens lập kênh Vsauce vào năm 2010. Ban đầu, kênh có sự xuất hiện của nhiều người đóng góp, tập trung nhiều vào văn hóa trò chơi điện tử. Một vài series bắt đầu xuất hiện, trong đó nhiều series được dẫn bởi Stevens, bao gồm V-LIST (các danh sách liên quan tới video game), IMG (giới thiệu các bức ảnh lan truyền nhanh), DONG (Do Online Now, Guys, giới thiệu các trò chơi và công cụ trực tuyến) và LÜT (giới thiệu các sản phẩm trực tuyến thú vị). Anh được biết tới qua câu cửa miệng ở mỗi đầu video: "Hey, Vsauce. Michael here".
Tuy nhiên, các nội dung giáo dục của Stevens mới thu hút được nhiều sự chú ý nhất. Anh cho biết rằng các video khoa học của mình được lấy cảm hứng từ Paul Zaloom trong chương trình giáo dục trẻ em Beakman's World. Stevens nhận ra rằng những nội dung phổ biến nhất của mình thường nói về những khái niệm thực tế nghiêm túc hơn, thường là những vấn đề liên quan tới nhiều ngành nghiên cứu khác nhau. Các ví dụ nổi bật bao gồm: "Độ phân giải của mắt là gì?"; "Vận tốc của bóng tối là bao nhiêu?"; và "Trên thế giới có tổng cộng bao nhiêu tiền?"
Sau đó cũng vào năm 2010, Stevens cũng thành lập hai kênh khác, có tên là Vsauce2 và Vsauce3, sau đó lần lượt được dẫn/sản xuất bởi Kevin Lieber và Jake Roper. Tới những năm 2011–12, hầu hết các nội dung về Internet và văn hóa trò chơi điện tử được chuyển sang hai kênh này, và kênh Vsauce gốc được dẫn và sản xuất chỉ bởi Stevens, tập trung vào các vấn đề giáo dục. Hầu hết các video có tựa đề là các câu hỏi, trong đó Stevens sẽ trả lời hoặc thảo luận chi tiết về mọi vấn đề có liên quan từ bất cứ ngành nào gây được sự chú ý.
Tôi không chỉ muốn tạo những thứ như là khi tôi đọc một bài viết trên Wikipedia, tôi muốn chúng là một hành trình – một con tàu logic sẽ khiến bạn phải tự hỏi 'ôi chà, hôm nay ta sẽ đi đâu vậy?'— Michael Stevens, TenEighty Magazine, 2015

### Google, diễn thuyết trên TED và hợp tác giáo dục khoa học (2012–2016)

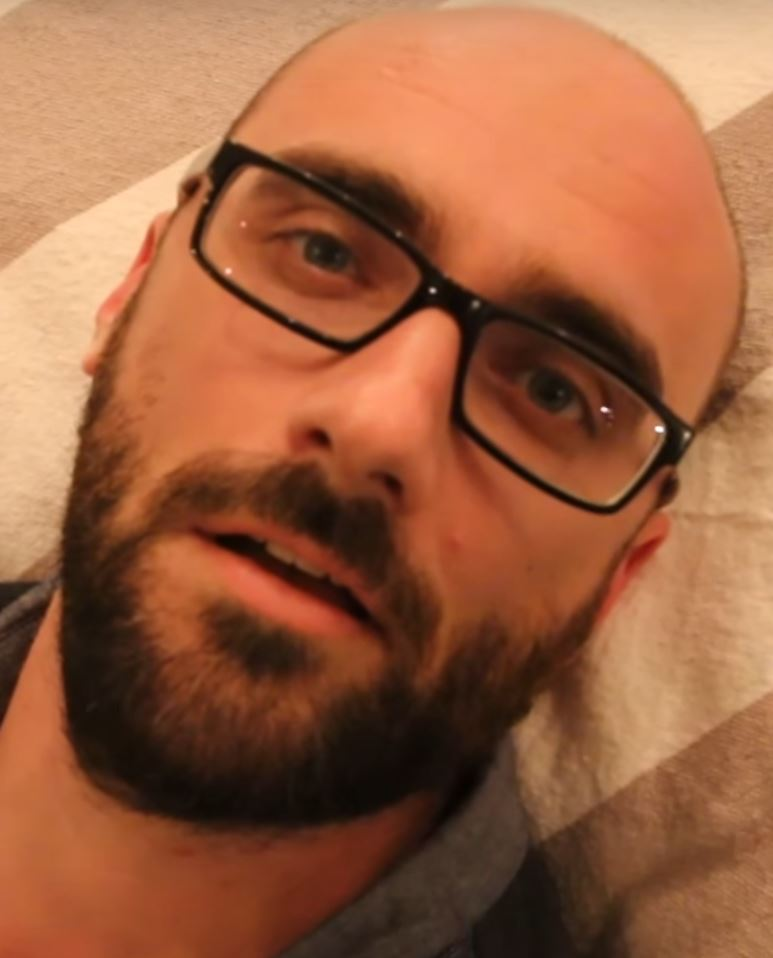
Stevens xuất hiện trong một video của Vlogbrothers vào năm 2016

Vào năm 2012, sau khi Next New Networks được mua lại bởi Google, Stevens cũng bắt đầu làm việc với vai trò là một chiến lược gia nội dung cho Google tại London. Công việc của anh tập trung vào nền tảng YouTube của Google, bao gồm họp mặt với các người sáng tạo nội dung khác để tăng thành công cho các video của họ.
Stevens trở thành một nhà diễn thuyết công chúng nổi tiếng. Anh đã chủ trì hai buổi thảo luận tại TED vào năm 2013: "Một video nặng bao nhiêu?" tại TEDActive, và "Tại sao chúng ta lại đặt ra câu hỏi?" tại TEDxVienna. Anh cũng đã phát biểu tại các sự kiện cho Adweek, VidCon, MIPTV Media Market, Lễ hội Truyền hình Quốc tế Edinburgh, và cho Novo Nordisk với vai trò một nhà giáo dục về bệnh tiểu đường. Vào năm 2015, anh xuất hiện tại YouTube Fan Fest ở Toronto.
Trong suốt thơi gian làm việc với Vsauce, Stevens đã cộng tác và xuất hiện cùng nhiều nhân vật nổi bật trong cộng đồng khoa học. Trong số đó bao gồm Bill Nye (về câu hỏi "Tại sao con gà đi qua đường?"), Derek Muller (về sự ngẫu nhiên lượng tử), Jack Horner và Chris Pratt (về các nghiên cứu về khủng long và Jurassic World), và David Attenborough (trong một buổi phỏng vấn về Planet Earth II).

### Mind FieldvàBrain Candy Live(2016–nay)
Vào năm 2016, cựu đồng dẫn chương trình cho MythBusters là Adam Savage cho biết anh sẽ cùng Stevens đi lưu diễn vào năm 2017. Sau đó cùng năm, Stevens đăng tải một video lên Vsauce thông báo anh và Savage sẽ tới 40 thành phố khắp nước Mỹ vào đầu năm 2017 trong chuyến lưu diễn Brain Candy Live. Chuyến lưu diễn được mô tả là một chương trình sân khấu khoa học trực tiếp "lai giữa TED Talks và Blue Man Group". Một chuyến lưu diễn tại Mỹ thứ hai được dự kiến vào tháng 3-5 năm 2018.
Stevens hợp tác cùng YouTube Red để sản xuất và dẫn series Mind Field, khởi chiếu vào tháng 1 năm 2017 thông qua dịch vụ stream trả phí của YouTube trên kênh Vsauce. Mỗi tập của series giáo dục này khám phá các khía cạnh khác nhau của hành vi con người, qua các thí nghiệm với Stevens và các khách mời bao gồm Dominic Monaghan. Stevens nói rằng anh đã "đem Mind Field tới nhiều mạng truyền hình và nó [luôn bị] từ chối".

## Đời tư
Stevens đã chuyển tới Luân Đôn, Anh vào năm 2012. Vào năm 2016, anh kết hôn với người vợ Marnie, quay về sống tại Mỹ và hiện đang ở tại Los Angeles, cùng với Jake Roper, người dẫn của Vsauce3.
Trong bộ phim tài liệu Field Day của anh, Stevens đã quyết định tới thăm Whittier, Alaska, để khám phá về sự độc nhất của thị trấn xa xôi này.

## Danh sách phim
| Năm       | Tựa đề                         | Vai                              |
| --------- | ------------------------------ | -------------------------------- |
| 2009–2010 | The Key of Awesome             | Bearded Nun                      |
| 2010–nay  | Vsauce                         | Chính anh                        |
| 2012      | Dark Matters: Twisted But True | Chính anh                        |
| 2013      | Asdfmovie6                     | Guy Talking About Carrots        |
| 2013      | Head Squeeze                   | Chính anh                        |
| 2013      | America Declassified           | Chính anh (làm nhà báo khoa học) |
| 2014      | Super Brainy Zombies           | Michael                          |
| 2014      | Jimmy Kimmel Live!             | Chính anh                        |
| 2015      | Jamie Oliver's Food Tube       | Chính anh                        |
| 2016      | BattleBots                     | Chính anh (làm giám khảo)        |
| 2017-2019 | Mind Field                     | Chính anh                        |

## Giải thưởng
| Năm  | Giải                              | Hạng mục                             | Dành cho                               | Kết quả   | Tham khảo |
| ---- | --------------------------------- | ------------------------------------ | -------------------------------------- | --------- | --------- |
| 2013 | RealPlayer Video Visionary Awards | Giáo dục                             | Vsauce                                 | Đoạt giải | [ 48 ]    |
| 2014 | Giải Webby                        | Tiếng nói Tin tức & Thông tin (Kênh) | Vsauce                                 | Đoạt giải | [ 49 ]    |
| 2014 | Giải Streamy                      | Khoa học và Giáo dục                 | Vsauce                                 | Đoạt giải | [ 50 ]    |
| 2015 | Giải Streamy                      | Khoa học và Giáo dục                 | Vsauce                                 | Đoạt giải | [ 51 ]    |
| 2015 | Giải Streamy                      | Biên tập                             | Michael Stevens và Guy Larsen (Vsauce) | Đề cử     | [ 51 ]    |
| 2015 | Giải Webby                        | Tiếng nói Khoa học & Giáo dục (Kênh) | Các kênh Vsauce                        | Đoạt giải | [ 52 ]    |
| 2016 | Giải Webby                        | Tiếng nói Khoa học & Giáo dục (Kênh) | Mạng lưới Vsauce                       | Đoạt giải | [ 53 ]    |